# Rottenberg (Hösbach)

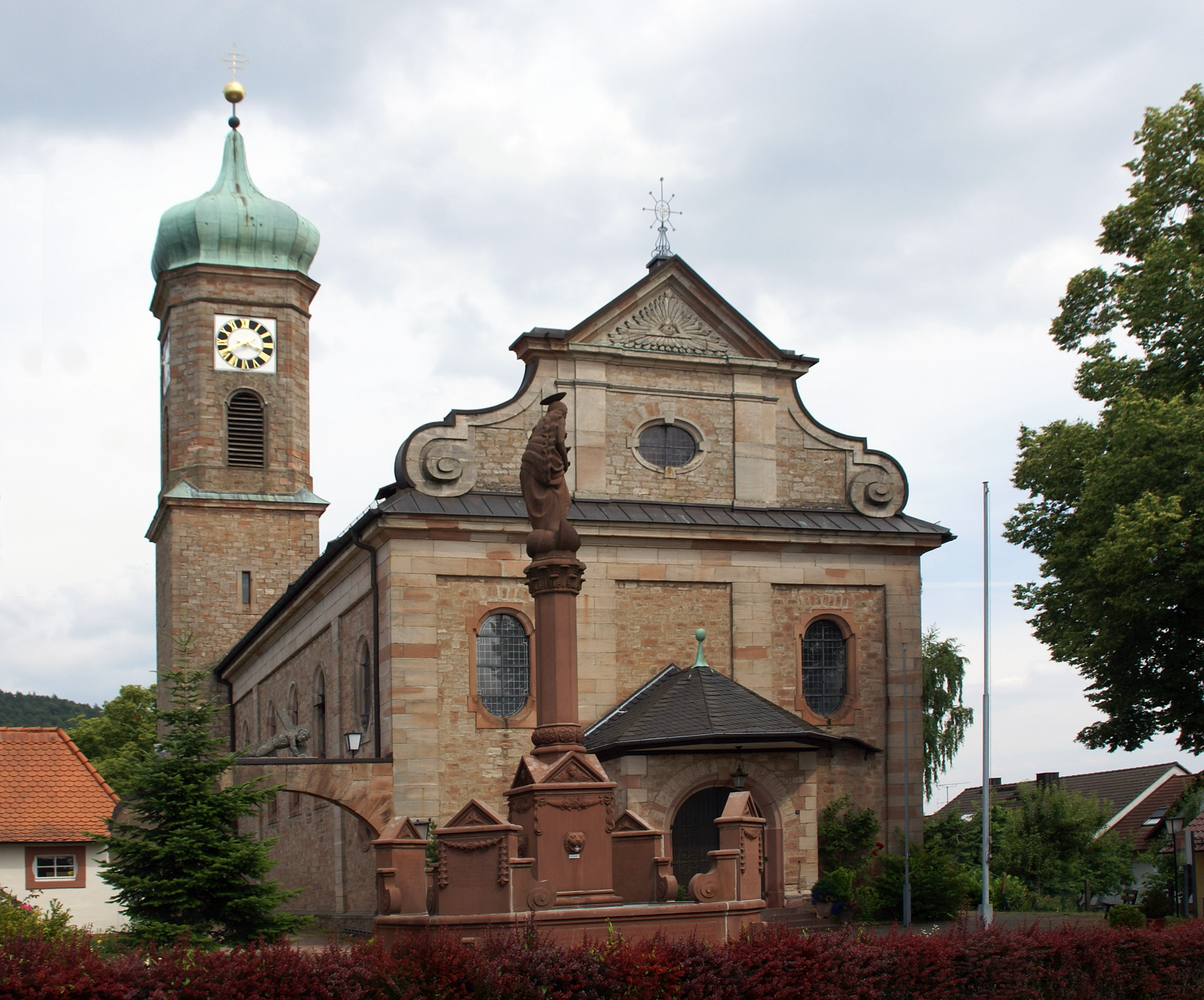
Pfarrkirche St. Antonius von Padua in Rottenberg

Rottenberg ist ein Gemeindeteil des Marktes Hösbach im unterfränkischen Landkreis Aschaffenburg in Bayern.

## Geographie
Das Pfarrdorf Rottenberg liegt im Vorspessart zwischen Sailauf und Feldkahl auf 278 m ü. NN und hat 1.647 Einwohner (Stand 31. Dezember 2023). Der topographisch höchste Punkt der Dorfgemarkung ist der Gipfel des Rottenberges nordöstlich des Ortes mit 408 m ü. NHN, der niedrigste liegt am Güntersbach auf 180 m ü. NHN. Durch den Ort führt der Degen-Weg.

### Nachbargemarkungen
Folgende Gemarkungen grenzen an das Ortsgebiet von Rottenberg:
|                          |                                             | Eichenberg |
| Feldkahl                 | Kompassrose, die auf Nachbargemeinden zeigt |            |
| Wenighösbach und Hösbach |                                             | Sailauf    |

## Name

### Etymologie
Der Name Rottenberg besteht aus den mittelhochdeutschen Wörtern rode und bërc und geht auf die Waldrodung zurück. Es bedeutet Ort am gerodeten Berg. Den gleichen Namensursprung hat auch der naheliegende Ort Rothengrund und das abgegangene Gehöft Rothenberg. Im Volksmund wird der Ort "Rollmisch" (Aussprache: [ɾolmɪʃ]) genannt.

### Frühere Schreibweisen
Frühere Schreibweisen des Ortes aus diversen historischen Karten und Urkunden:
- 1562 Rodenberg[5]
- 1836 Rotenberg[6]
- 1860 Rottenberg[7]

## Geschichte
In den ersten schriftlichen Erwähnungen wird der Ort als Rodinberch geführt. Wahrscheinlich entstand Rottenberg als Bedienstetensiedlung der Vasallenburgen auf dem Gräfenberg (364 m) (Burg Gräfenberg) und Klosterberg (383 m), die um 1200 durch die Grafen von Rieneck erbaut wurden. 1229 gehörte Rottenberg zur Pfarrei Bessenbach und ab 1480 zu Sailauf. Im Jahre 1632 wütete die Pest in Rottenberg, und die wenigen Überlebenden bauten an der Sailaufer Grenze eine Pestkapelle ⊙. 
Ende des 17. Jahrhunderts wurde in Rottenberg eine weitere Kapelle errichtet, welche man dem Heiligen Antonius von Padua weihte. Diese musste im Jahr 1789 komplett umgebaut werden, da sie zusammenzustürzen drohte. 1827 wurde das Kapellenschiff verlängert. Am damaligen Ortsrand starteten 1904 die Bauarbeiten an der neuen Pfarrkirche. Die alte Kapelle diente später als Schulhaus, da das 1818 erbaute Schulhaus zum Rathaus umgebaut wurde.
1784 gehörte Rottenberg zur Amtsvogtei Kaltenberg auf dem Gebiet des Vizedomamtes Aschaffenburg im Kurfürstentum Mainz. 1812 gehörte Rottenberg mit seinen 46 Feuerstellen und 269 Seelen (Einwohnern) zur Districtsmairie Kaltenberg im Departement Aschaffenburg des Großherzogtums Frankfurt, die das Kurmainzische Vogteiamt Kaltenberg abgelöst hatte. Maire war Heinrich Steigerwald, Adjuncte waren die Municipale Steigerwald und Bergmann. Nach dem Übergang an die Krone Bayern gehörte Rottenberg zu dem am 1. Oktober 1814 errichteten Landgericht zweiter Klasse Kaltenberg. Nach den Entschließungen vom 30. Juni 1828 sowie vom 8. und 14. Januar 1829 wurde das Landgericht Kaltenberg aufgelöst. Rottenberg kam zum Landgericht Aschaffenburg. Im Jahr 1833 bestand das Kirchdorf Rottenberg aus 50 Häusern, 370 Einwohnern und einer Ziegelei. Am 3. September 1858 wurde das Landgericht Schöllkrippen neu gebildet. Diesem wurde aus dem Landgerichtsbezirk Aschaffenburg u. a. Rottenberg angegliedert. Am 1. Juli 1862 wurde der Landgerichtsbezirk Schöllkrippen in das an diesem Tag geschaffene Bezirksamt Alzenau eingegliedert. Dieses Bezirksamt wurde am 1. Januar 1939 in Landkreis Alzenau in Unterfranken umbenannt. Mit der Auflösung des Landkreises Alzenau im Jahre 1972 kam Rottenberg in den neu gebildeten Landkreis Aschaffenburg.
Zu Beginn der Gebietsreform in Bayern sollte Rottenberg zusammen mit Eichenberg eine eigene Gemeinde bilden, was aber nicht zustande kam. Daraufhin standen Eingemeindungen nach Sailauf oder nach Hösbach zur Entscheidung. Dabei entschieden die Rottenberger mit über 90 % Stimmenanteil für die Eingemeindung nach Hösbach, die mit Wirkung vom 1. Mai 1978 in Kraft trat.

## Kapelle

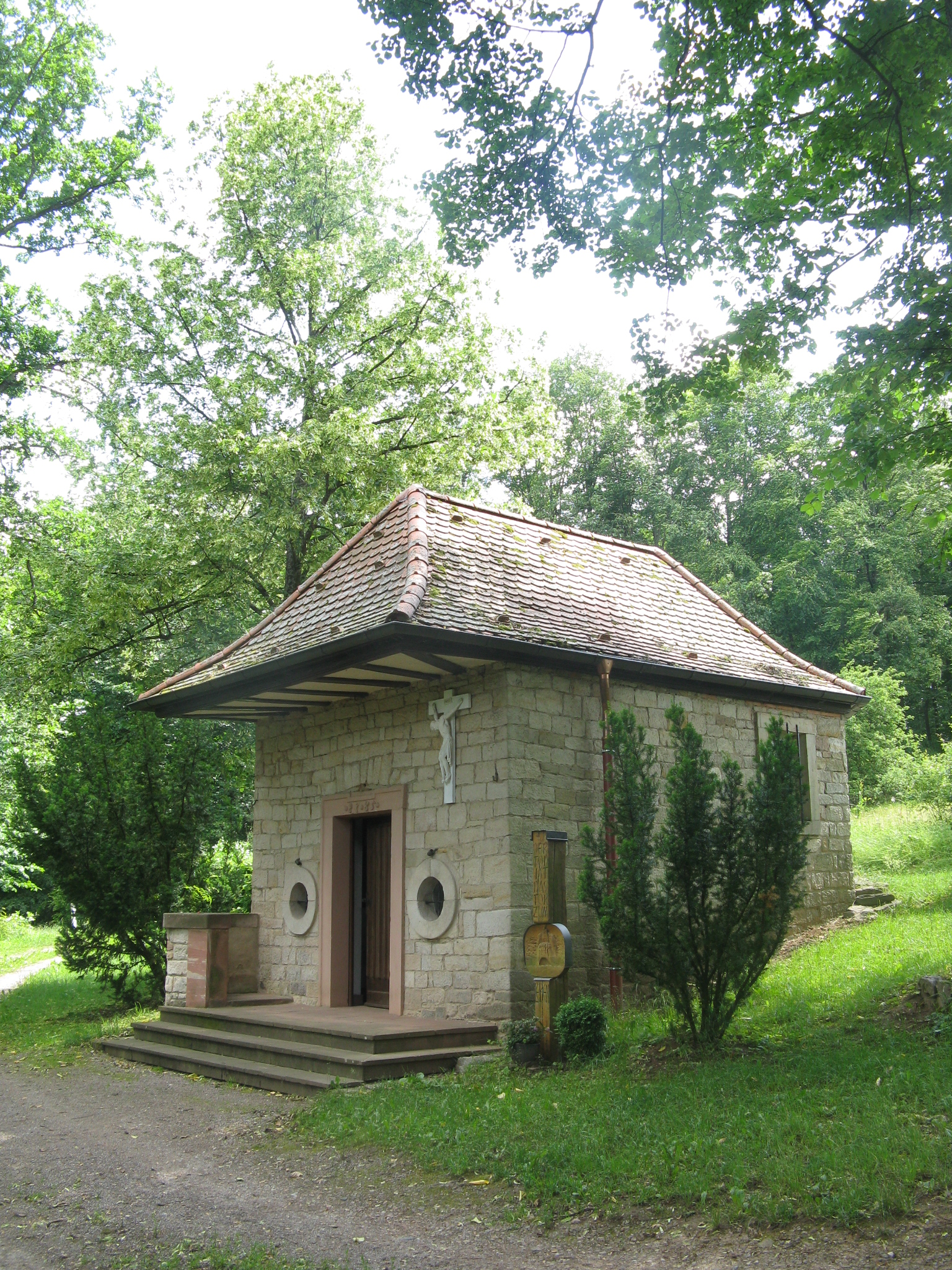
Rottenberger Kapelle

Die heutige Rottenberger Marienkapelle, versteckt in einem kleinen Eichenhain an der Straße nach Sailauf (ehemaliger Kirchweg), stammt von 1785 und ersetzt die ursprüngliche Pestkapelle. Sie beherbergt eine Pietà unbekannter Provenienz und Datierung. Ihre neuen Glasfenster (Mai 2006) wurden von Margareta Weigel aus Willmersbach gestaltet und stellen die Gottesmutter Maria sowie die Heiligen Juliana von Lüttich, Josef von Nazaret und Rottenbergs Patron Antonius von Padua dar.
Ein großes Holzrelief mit einer Mönchsszene vor der Kapelle erinnert an eine Einsiedelei, die es bis 1782 in der Nähe gegeben hat. Das Relief trägt die Inschrift: „In der lauten Welt schweigt Gott. Aber in der Stille kannst Du ihn hören“. 
Die Kapelle ist auch eine Station auf einem der Kulturrundwege des Archäologischen Spessartprojekts. Wanderwege verbinden sie mit Sailauf und seinen Streuobstwiesen sowie dem Eichenberg (408 m) und dem gleichnamigen Ort.

## Wappen
Blasonierung: Gespalten und vorne geteilt¸ oben in Rot ein sechsspeichiges silbernes Rad, unten fünfmal geteilt von Rot und Gold; hinten in Silber auf grünem Dreiberg ein roter Zinnturm.
Bedeutung: In der heraldisch rechten oberen Wappenhälfte wird durch mit dem Mainzer Rad und darunter mit den Wappenfarben der Grafen von Rieneck (mehrfache Teilung von Gold und Rot, aber in nicht vollsständer Anzahl) auf die Herrschaftsverhältnisse im Ort hingewiesen. Der Zinnenturm und der Dreiberg erinnern an die frühere Burg Landesehre und die drei Berge Gräfenberg, Klosterberg und Rottenberg in der Gemarkung. Der Beschluss des Gemeinderates, ein Wappen zu beantragen, stammt vom 13. Dezember 1966. Eine Erteilung der Genehmigung zur Wappenführung durch das Bayerische Staatsministerium des Innern erfolgte mit Beschluss vom 15. Juni 1967.